# Leurse Haven

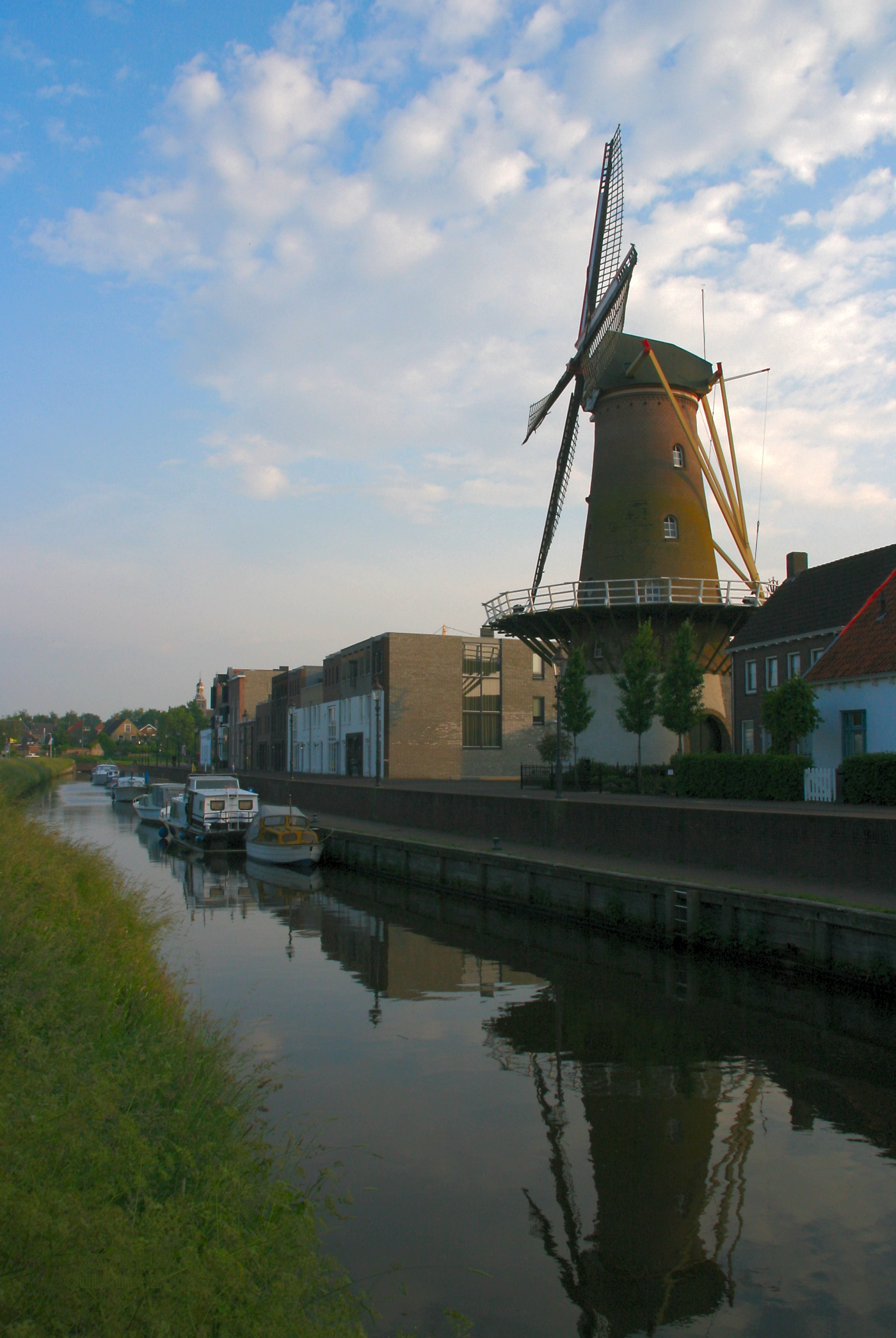

De Leurse Haven of Leurse Vaart is een waterloop in het westen van de Nederlandse provincie Noord-Brabant. De Leurse Vaart is 5,5 km lang en loopt van Leur naar de Mark. In Leur is een haventje.
Oorspronkelijk was de Leurse Vaart een turfvaart voor de afvoer van turf, die hier sinds ongeveer 1200 gewonnen werd. De Vaart loopt van Leur naar het noorden en kwam uit in de Mark op de plaats waar zich tegenwoordig de Zwartenbergse Molen bevindt.
De Mark vormde destijds een grote meander; eerst zuidwaarts via de tegenwoordige Halse Vliet, dan nabij de huidige molen weer naar het noordwesten en ten zuiden van Zevenbergen weer naar het westen in een bedding die ook tegenwoordig nog in grote lijnen bestaat. Na de Sint-Elisabethsvloed brak de Mark door deze meander heen en ging geheel in westelijke richting stromen. Het stuk Mark van de Leurse Vaart tot aan de huidige Markbedding bij Zevenbergen wordt sindsdien ook Leurse Vaart genoemd.
In 1507 werd de Zwartenbergse Polder ingedijkt. Deze polder bij Zwartenberg omvatte het gebied dat ingesloten werd door de huidige Markbedding, de Leurse Vaart en de Halse Vliet. Dit gebeurde op last van Engelbrecht van Etten, die de rechten daartoe kocht van Hendrik III van Nassau en de Abdij van Thorn.
Tot 1710 was het getijdeverschil in de Leurse Haven nog te merken. In dat jaar kwam er een sluis bij de uitmonding op de Mark. In 1721 werd de voorganger van de huidige Zwartenbergse Molen gebouwd, welke in 1888 afbrandde en door de huidige molen werd vervangen. Deze poldermolen sloeg water uit de Zwartenbergse Polder uit in de Leurse Haven.
De Leurse Haven heeft ervoor gezorgd dat er in Leur behoorlijk wat industrie kwam. Zo was o.a. Zeepfabriek "De Ster" in Leur gevestigd. Het haventje in Leur zelf werd in 1999 gerenoveerd en opnieuw voorzien van een zwaaikom, zodat de schepen konden keren en de Leurse Haven door de pleziervaart kon worden gebruikt. Langs het haventje kwamen deels nieuwe gebouwen.
In juni vinden er de jaarlijkse Leurse Havenfeesten plaats, een vierdaags evenement sinds 1990 met een jaarmarkt op de zondag.